# Sarry (Saône-et-Loire)
Sarry ist eine französische Gemeinde mit 95 Einwohnern (Stand 1. Januar 2022) im Département Saône-et-Loire in der Region Bourgogne-Franche-Comté.

## Lage

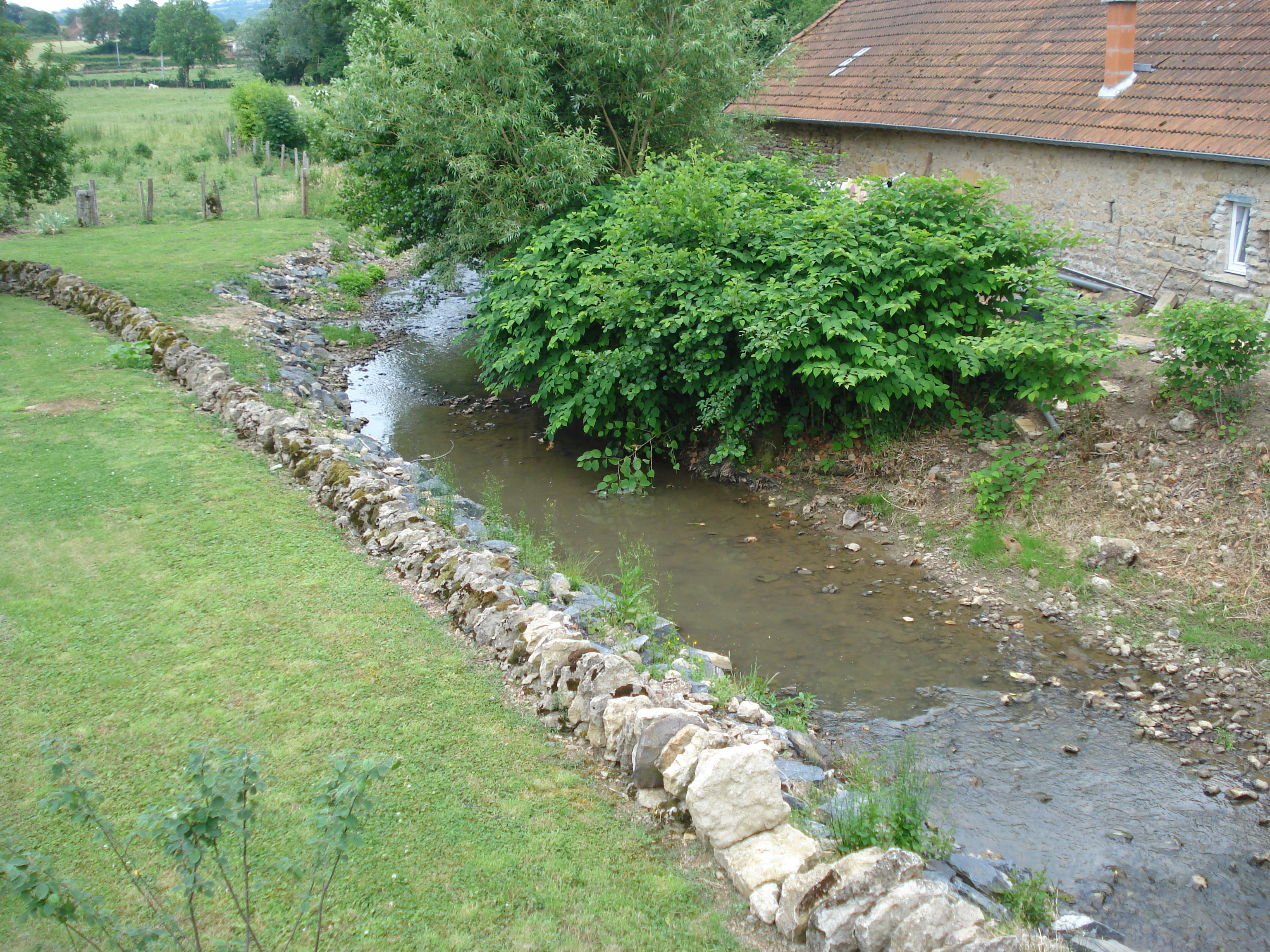
Die Belaine bei Sarry

Sarry liegt am Bach Belaine, der in die Arconce mündet, in einer Höhe von etwa 310 m ü. d. M. in der alten Kulturlandschaft des Brionnais. Der Ort befindet sich etwa 27 Kilometer (Fahrtstrecke) südlich von Paray-le-Monial bzw. etwa 35 Kilometer nördlich von Roanne. Die sehenswerten Orte Anzy-le-Duc, Semur-en-Brionnais, Iguerande, Marcigny, Saint-Julien-de-Jonzy und Charlieu liegen allesamt im Umkreis von etwa 15 Kilometern.

## Bevölkerungsentwicklung
| Jahr      | 1962 | 1968 | 1975 | 1982 | 1990 | 1999 | 2006 | 2020 |
| Einwohner | 110  | 163  | 156  | 142  | 132  | 135  | 125  | 90   |

Im 19. Jahrhundert hatte der Ort zeitweise über 500 Einwohner. Die Reblauskrise und die Mechanisierung der Landwirtschaft sorgten seitdem für einen deutlichen Bevölkerungsrückgang.

## Wirtschaft
Die hügelige Umgebung von Sarry war stets landwirtschaftlich geprägt, wobei bis ins 19. Jahrhundert hinein auch Weinbau betrieben wurde. Inzwischen spielt die Zucht von Charolais-Rindern eine große Rolle. Der Ort selbst blieb bis ins frühe 20. Jahrhundert hinein das Handwerks-, Handels- und Dienstleistungszentrum für die Weiler und Einzelgehöfte der Umgebung.

## Sehenswürdigkeiten
- Die Pfarrkirche Notre-Dame-de-l’Assomptionist ein einschiffiger Bau des 18. Jahrhunderts im Stil der französischen Klassik mit einem Turm an der Nordseite.
- Vom Gutshof des Château du Magny ist nur der hohe runde Taubenschlag (colombier) aus dem 17. Jahrhundert seit dem Jahr 1995 als Monument historique eingeschrieben.[1] Der Gutshof befindet sich in Privatbesitz.
- Vom Schloss Sarry im Ortskern stammt aus dem 18. Jahrhundert ist von der früheren Größe nur ein Wohngebäude mit Erdgeschoß, erstem Stock und Dachgeschoss mit Satteldach übrig geblieben. Ein kleiner, rechtwinklig an das Wohnhaus angrenzender Flügel, der eine Seite des quadratischen Innenhofs umgrenzt, verfügt über eine Außenwand mit abgeschrägten Fenstern. Die anderen beiden Seiten des Innenhofs sind durch hohe Mauern abgeschlossen, an deren Ecke sich ein großer runder Turm befindet, der durch kreuzförmige Schießscharten bewehrt ist und auf der obersten Ebene einen Taubenschlag beherbergt. In die Burg gelangte man durch zwei noch erhaltene Tore. Von der ersten sind auch Teile der umgebenden Mauer und eine Kanonenscharte erhalten geblieben. Das zweite Tor ist in die Hofmauer eingelassen.

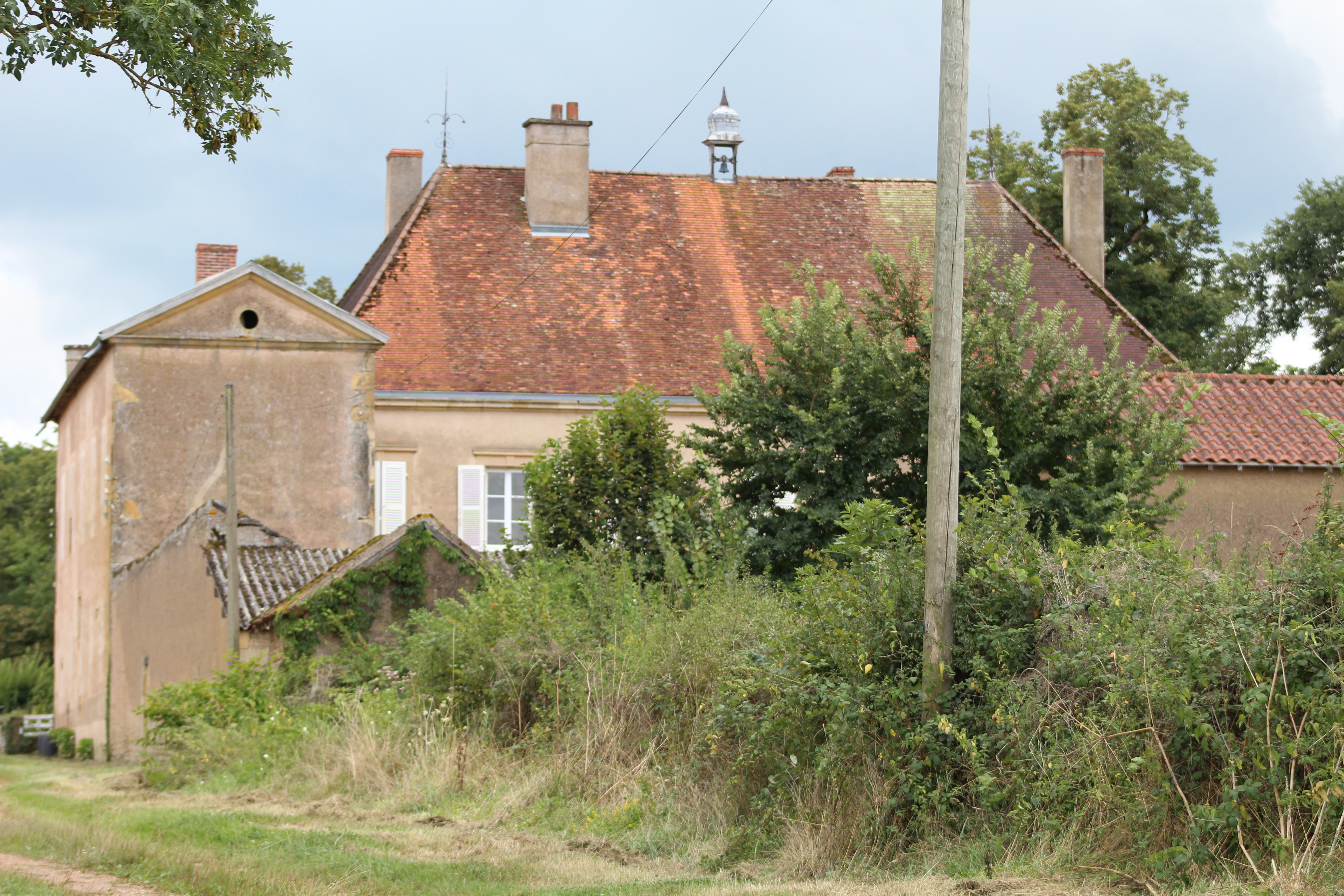
Schloss Le Magny
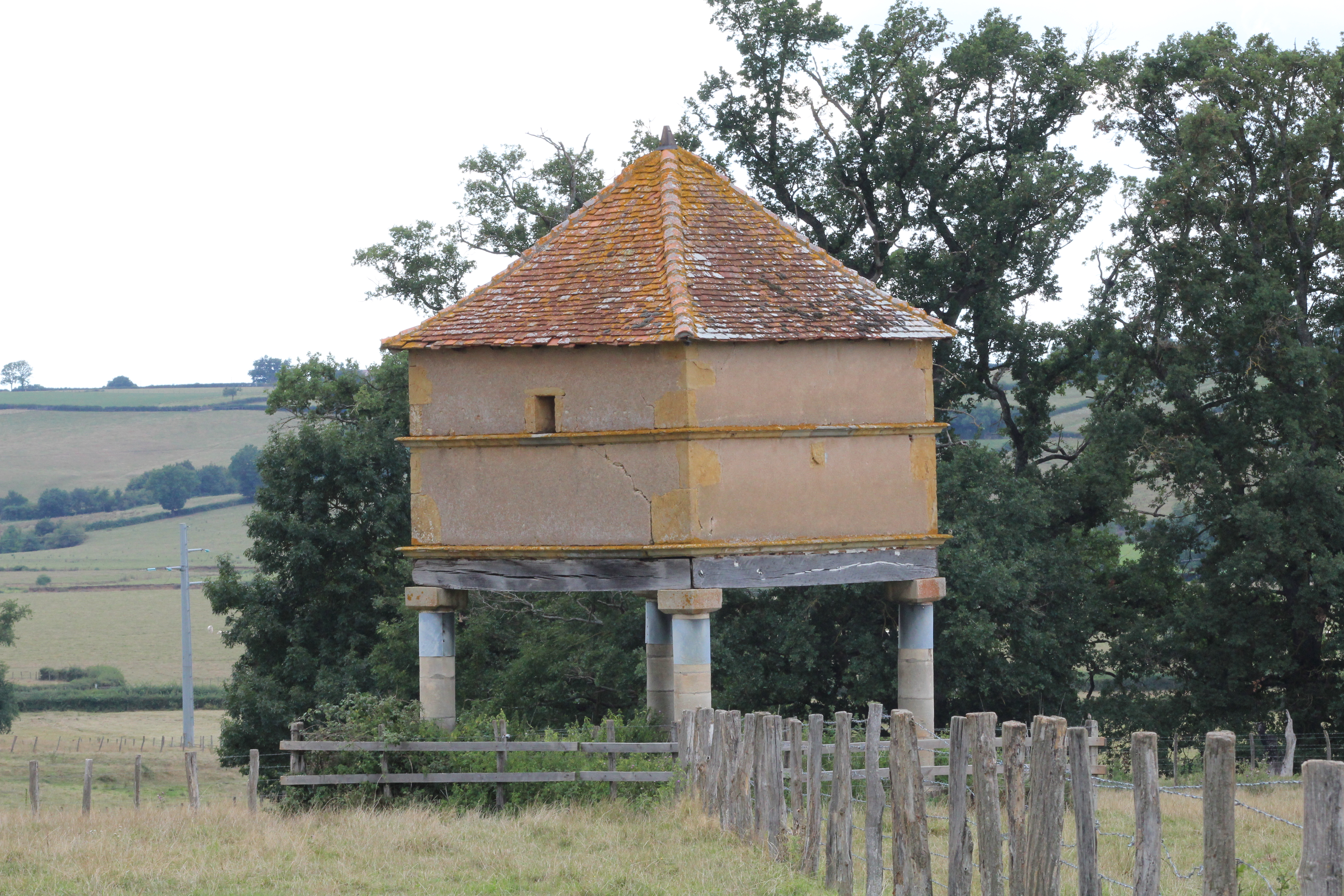
Taubenschlag
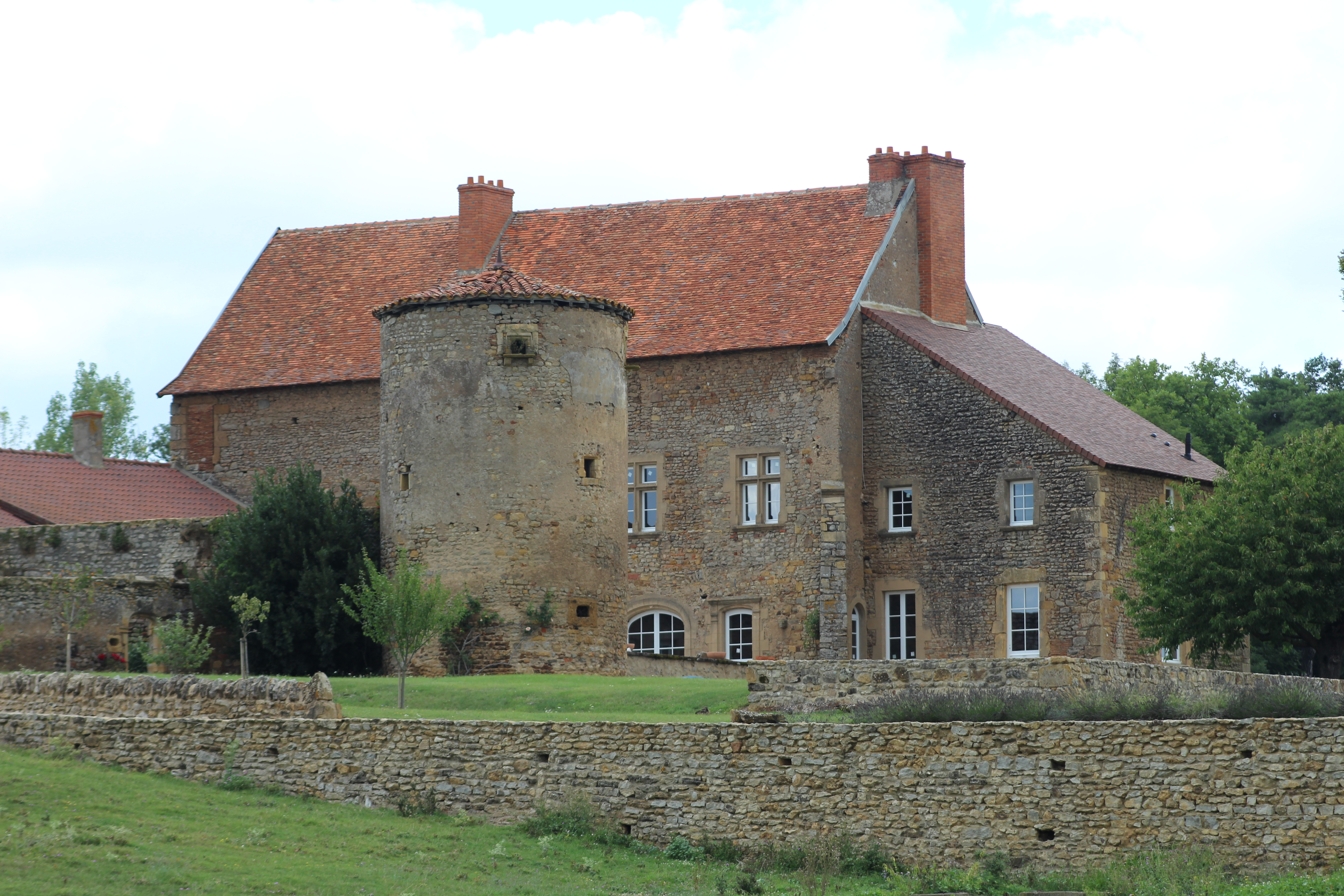
Schloss Sarry